# Mackie Heilmann
Mackie Heilmann (Heidelberg, 1978. október 29. –) német színházi és filmszínésznő.

## Élete
Miután a berlin-charlottenburg-i színháziskolában végzett, a berlini Theater Coupé-ben az első színházi tapasztalatait sanzonestékkel és énekelt prózák előadásával szerezte. 2001-ben a Doris Dörrie által rendezett Così fan tutte című operában játszott a Staatsoper Unter den Linden operában, és a Theater auf Tour keretében sok gyermekdarabban szerepelt. 2003 után a Staatstheater Darmstadt színházban dolgozott.
Első nagyobb tévémunkája a KiKA-nak a Schloss Einstein című sorozatában volt. 2005-ben Markus Maria Profitlich-hel ismerkedett meg, akivel a Weibsbilder című műsorhoz a mintafilmet forgatta.

## Televízió
- 2003: Schloss Einstein
- 2003: Hausmeister Krause
- 2005–2007: Weibsbilder
- 2006: Mensch Markus Spezial – Männer und Frauen
- 2006: Deutschland ist schön
- 2008: "Der Mann auf der Brücke", ARD
- 2009: "Wie erziehe ich meine Eltern", ARD
- 2009: "Undercover Love", RTL
- 2010: "Die Schule" Sat1

## Fordítás
- Ez a szócikk részben vagy egészben  a   Mackie Heilmann című német Wikipédia-szócikk fordításán alapul.  Az eredeti cikk szerkesztőit annak laptörténete sorolja fel. Ez a jelzés csupán a megfogalmazás eredetét és a szerzői jogokat jelzi, nem szolgál a cikkben szereplő információk forrásmegjelöléseként.